# Gioacchino Piccolomini
Blahoslavený Gioacchino Piccolomini nebo Jáchym ze Sieny (1258, Siena - 16. dubna 1305, Siena) byl italský římskokatolický řeholník řádu Služebníků Mariiných.

## Život
Narodil se ve šlechtické sienské rodině Pelacani (poté se rodina přejmenovala na Piccolomini). Jako mladý choval velkou úctu k Panně Marii; jeho největší potěšení bylo modlit se Zdrávas Maria před obrazem Panny Marie Bolestné. Od útlého věku ukázal citlivost k neutišené situaci chudých; dával jim své oblečení a pravidelnou almužnu.
Jako laický bratr se ve 14 letech připojil k Řádu Služebníků Mariiných a stal se studentem sv. Filipa Benicia. Byl dokonalým vzorem ctnosti a pokory.
Zemřel 16. dubna 1305 na epilepsii.

## Kult
Blahořečen byl 21. března 1609 papežem Pavlem V. Obzvláště je uctíván v Arezzu a Sieně.